# Beat (Band)
Beat war eine finnische Band, die von 1980 bis 1990 bestand und in dieser Zeit zwei Alben veröffentlichte.

## Hintergrund
1990 vertrat die Band Finnland beim Eurovision Song Contest in Zagreb. Ihr schwedischsprachiger Song Fri? (dt.: Frei?) erhielt acht Punkte und kam gemeinsam mit dem norwegischen Beitrag auf den letzten Platz.
Kurz danach löste sich die Band auf.

## Diskografie
Alben
- 1981: A Hope for peace (LP, Selecta selp 005)
- 1990: Beat (CD, Go up gucd 1)